# Stian Overå
Stian Overå (ur. 1 sierpnia 1976 r.) – norweski narciarz, specjalista narciarstwa dowolnego. Najlepszy wynik na mistrzostwach świata osiągnął podczas mistrzostw w Meiringen, gdzie zajął 13. miejsce w jeździe po muldach. Nigdy nie startował na igrzyskach olimpijskich. Najlepsze wyniki w Pucharze Świata osiągnął w sezonie 1997/1998, kiedy to zajął 9. miejsce w klasyfikacji jazdy po muldach podwójnych.
W 2003 r. zakończył karierę.

## Sukcesy

### Mistrzostwa Świata
| Miejsce | Dzień       | Rok  | Miejscowość | Konkurencja      | Zwycięzca         |
| ------- | ----------- | ---- | ----------- | ---------------- | ----------------- |
| 33.     | 8 lutego    | 1997 | Iizuna      | Jazda po muldach | Jean-Luc Brassard |
| 13.     | 10 marca    | 1999 | Meiringen   | Jazda po muldach | Janne Lahtela     |
| 17.     | 14 marca    | 1999 | Meiringen   | Muldy podwójne   | Johann Grégoire   |
| 21.     | 19 stycznia | 2001 | Whistler    | Jazda po muldach | Mikko Ronkainen   |
| 17.     | 21 stycznia | 2001 | Whistler    | Muldy podwójne   | Stéphane Yonnet   |

### Puchar Świata

#### Miejsca w klasyfikacji generalnej
- 1995/1996 – 111.
- 1996/1997 – -
- 1997/1998 – -
- 1998/1999 – 47.
- 1999/2000 – 38.
- 2000/2001 – 36.
- 2001/2002 – -
- 2002/2003 – -

#### Miejsca na podium
1. Altenmarkt – 15 marca 1998 (Muldy podwójne) – 3. miejsce
2. Inawashiro – 5 lutego 2000 (Jazda po muldach) – 3. miejsce

- W sumie 2 trzecie miejsca.